# リヴォルノ県

リヴォルノ県
Provincia di Livorno

リヴォルノ県（リヴォルノけん、Provincia di Livorno）は、イタリア共和国トスカーナ州の県の一つ。県都はリヴォルノ。

## 地理

### 位置・広がり
トスカーナ州西部に位置し、ティレニア海に面した県である。
隣接する県は以下の通り。
- 北東 - ピサ県
- 東南 - グロッセート県

ピサ県とは北から東にかけて長い境界を接している。
南西沖には位置するトスカーナ群島が広がる。群島に属するエルバ島、カプラーイア島、ピアノーザ島、モンテクリスト島、ゴルゴーナ島もリヴォルノ県の所属である。

### 県内の地域と主要な都市
2001年の国勢調査に基づく居住地区（Località abitata）別人口統計によれば、人口5000人以上の都市・集落は以下の通り。（　）内は所属コムーネ（自治体）名を示すが、都市名と同一の場合は省いた。
- リヴォルノ - 152,913人
- ピオンビーノ - 29,974人
- チェーチナ - 24,356人
- ロジニャーノ・ソルヴァイ＝カスティリオンチェッロ（ロジニャーノ・マリッティモ） - 19,239人
- ポルトフェッラーイオ - 8,358人
- ヴェントゥリーナ（カンピーリア・マリッティマ） - 8,141人
- サン・ヴィンチェンツォ - 5,791人

- リヴォルノ
- ピオンビーノ
- ポルトフェッラーイオ

## 行政区画
リヴォルノ県には19のコムーネが属する。主要なコムーネ（人口1万人以上）は下表の通り。左端の数字はISTATコードを示す。人口は2024年1月1日現在。それ以外のコムーネ、および面積等の詳細なデータは「全コムーネ一覧」参照のこと。
右の地図中の番号は、コムーネのISTATコード下3桁を示す。下表に掲げた主要なコムーネのうち、地図中に名称を記さなかったものについては、番号を太字で示した。
| コード | 自治体名                   | 人口    |
| ------ | -------------------------- | ------- |
| 049009 | リヴォルノ                 | 153,186 |
| 049012 | ピオンビーノ               | 32,443  |
| 049017 | ロジニャーノ・マリッティモ | 30,043  |
| 049007 | チェーチナ                 | 28,064  |
| 049008 | コッレサルヴェッティ       | 16,407  |
| 049002 | カンピーリア・マリッティマ | 12,416  |
| 049014 | ポルトフェッラーイオ       | 11,808  |

21世紀に入って以降、以下のコムーネ統廃合 (it:Fusione di comuni italiani) が行われている。
2018年発足
- リオ（リオ・マリーナ、リオ・ネッレルバが合併）